# Bataille de Proctor's Creek
Guerre de Sécession
Batailles
- Port Walthall Junction
- Swift Creek
- Chester Station
- Proctor's Creek
- Ware Bottom Church

La bataille de Proctor's Creek, aussi connue comme Drewry's Bluff ou fort Darling, s'est déroulée du 12 au 16 mai 1864, dans le comté de Chesterfield, Virginie, au cours de la campagne de Bermuda Hundred lors de la guerre de Sécession. Proctor's Creek est appelé ainsi en référence à Charles Proctor, qui a vécu et cultivé sur les terres entourant la plupart du ruisseau.

## Bataille
Après avoir été repoussé de Swift Creek et fort Clifton, le 9 mai, le major général de l'Union Benjamin Butler se retire dans ses retranchements à Bermuda Hundred. Une armée confédérée de 18 000 hommes est regroupée, sous le commandement du général P. G. T. Beauregard pour affronter les 30 000 hommes de Butler. Le 12 mai, Butler part vers le nord contre la ligne confédérée à Drewry's Bluff, mais une fois de plus adopte une posture défensive lorsque son attaque n'est pas soutenue par les canonnières. Le 13 mai, une colonne de l'Union se heurte au flanc droit de la ligne confédérée à Wooldridge House, contenant des ouvrages. Butler reste prudent, cependant, donnant le temps à Beauregard de concentrer ses forces. Le 16 mai, à l'aube, la division confédérée du major général Robert Ransom lance une attaque sur le flanc droit de Butler, mettant en déroute de nombreuses unités. Les attaques ultérieures se perdent dans le brouillard, mais les fédéraux sont désorganisés et démoralisés. Après des combats sévères, Butler s'extirpe lui-même de la bataille, retraitant de nouveau à ses lignes à Bermuda Hundred.

## Conséquences
Il y a environ 6 600 victimes au total. Ce combat termine l'offensive de Butler contre Richmond.
Le champ de bataille fait maintenant partie du parc du champ de bataille national de Richmond.